# جاك صبري شماس
جاك صبري شمّاس (1947 - 17 يونيو 2017 ) شاعر سوري. ولد في الحسكة ونشأ بها. نال شهادة الليسانس في اللغة العربية من جامعة حلب ثم الإجازة في اللغة العربية منها في عام 1974م. عمل مدرس لمادة اللغة العربية في المدارس السورية حتى التقاعد. له عدة دواوين شعرية. توفي في مسقط رأسه ودُفن بها. 

## سيرته
ولد جاك صبري شمّاس في مدينة الحسكة في عام 1947م/ في عائلة سريانية أرثوذكسية ونشأ بها. تخرّج بجامعة حلب مجازًا في اللغة العربية عام 1974. ثم عمل مدرّسًا للغة العربية في محافظة الحسكة. 

كان الشاعر عضواً في جمعية الشعر لاتحاد الكتاب العرب وعضو في المكتب الفرعي لاتحاد بالحسكة.

توفي في يوم 17 يونيو 2017 في مسقط رأسه وشيع جثمانة في 18 يوليو من كاتدرائية مارجرجس للسريان الأرثوذكس في مدينة الحسكة.

## مؤلفاته
من دواوينه الشعرية:
- جراح الخابور، 1980
- الدرس الخاص، 1984
- الأصوات، ديوان للأطفال، 1991
- زنابق لفداء القلب، 1992
- هواجس في أعماق شاعر، 1994
- هروس المدائن، 1996
- قصائد حب، 1997
- وردة على ضريح الخابور
- الشهيد محمد الدرة
- فارس الكلمة
- مواقف
- شيخ المجاهدين

## جوائزه
- جائزة خادم الحرمين الشريفين عام 2002م.
- جائزة نادي الطائف الأدبي في السعودية عام 2005م.

## وصلات خارجية
- جاك صبري شماس على موقع أرشيف الشارخ.
- تراجم أعضاء اتحاد الكتاب العرب في سورية والوطن العربي - الطبعة الرابعة 2000م
- جاك شماس وأحلام السراب